# Вашулин, Даниэл
Даниэл Вашулин (чеш. Daniel Vašulín; родился 11 июня 1998 года, Глинско, Чехия) — чешский футболист, нападающий клуба «Градец-Кралове».

## Клубная карьера
Вашулин — воспитанник клуба «Хрудим». 22 июля 2018 года в матче против «Виктории Жижков» он дебютировал во Второй лиге Чехии. В этом же поединке Даниэл забил свой первый гол за «Хрудим». Летом 2020 года Вашулин на правах аренды перешёл в «Градец-Кралове». 26 августа в матче против «Селье и Белло» он дебютировал за новую команду. 30 августа в поединке против «Высочины» Даниэл забил свой первый гол за «Градец-Кралове». 10 апреля 2021 года в матче против «Славой Вышеград» он сделал хет-трик. По итогам сезона Вашулин помог клубу выйти в элиту, а его трансфер был выкуплен. 24 июля в матче против «Богемианс 1905» он дебютировал в Фортуна лиге.